# Битва при Пуатьє (732)
Битва при Турі (також відома як Битва при Пуатьє і в арабських джерелах як Битва когорти шахідів) — битва, яка відбулася 10 жовтня 732 року поблизу від міста Тура, неподалік від кордону між Франкським королівством і герцогством Аквітанія. У цій битві зіткнулись франкські та арабські війська під керівництвом Австразійського мажордома Карла Мартела проти сил Омеядського халіфату під командуванням Абдур-Рахмана ібн Абдалаха, генерал-губернатора аль-Андалусії. Франки перемогли, Абдур-Рахман ібн Абдалах загинув, а Мартел згодом поширив вплив Франкської держави далі на південь. Хроніки IX століття, які трактували результат битви як «Господнє благословення Карлу», дали йому прізвисько «Молот» (Martelus).
Битві передували 20 років завоювань Омеядів у Європі, які почалися з вторгнення до вестготських християнських королівств Піренейського півострова в 711 році (битва при Гвадалете) та подальших завоювань на території Галлії, яка в минулому складалася з кількох провінцій Римської імперії.

## До битви
Карл знав, що ніхто, окрім військ франків, не здатен зупинити мусульманське завоювання Західної Європи. Кількість військ у кожній армії перед битвою достеменно невідома. Мозарабська хроніка 754 року, яка описує битву більш детально, ніж будь-яке інше латинське чи арабське джерело, стверджує, що «люди австразійців (сили франків), більші за чисельністю солдатів і сильно озброєні, вбили царя Абд ар-Рахмана (Абдур-Рахмана ібн Абдалаха)», що узгоджується з думками багатьох арабських і мусульманських істориків. Проте практично всі західні джерела не погоджуються й оцінюють кількість франкських вояків на рівні 20-30 тисяч, тобто менше половини сил мусульман, які налічували близько 80 тисяч.
Араби були здивовані, коли зіткнулися з великими силами противника на шляху до Туру, неподалік Пуатьє. Протягом семи днів обидві армії стежили одна за одною, вдаючись лише до невеликих сутичок. Абд ар-Рахман чекав, щоб зібрати всі свої сили, але коли це відбулося, він все-таки вагався розпочати битву. Затримка, однак, дала змогу Карлу зібрати своїх ветеранів з усіх кінців королівства. Деякі з них служили під його командуванням ще з 717 року. Він також закликав добровольців, але це допомогло лише краще зібрати харчі для армії. Жоден із двох командувачів не хотів атакувати, допоки Абд ар-Рахман нарешті зважився на атаку, щоб не наразитися на ганьбу в разі відступу. Араби для атаки змушені були піднятися на лісистий пагорб, аби дістатися до франків, що нейтралізувало частину їхньої переваги, адже це призвело до проблем у маневрі важкої арабської кавалерії. Важка піхота франків була розташована фалангою на верху пагорба і її порядок прикривали дерева, що допомагало протистояти арабській кавалерії.

## Хід битви
Абд ар-Рахман вважав, що в нього є тактична перевага важкого озброєння, кінноти, і він певною мірою поспішив атакувати франкську фалангу. «Мусульманські вершники кинулися люто і щільно проти загонів франків, які чинили опір мужньо, і багато впали мертвих з обох сторін». Стійкі та досвідчені солдати Карла домоглися того, що вважалося недосяжним на той час — вистояти піхотою проти важкої кавалерії.
Частина арабських вершників, яким вдалося прорватися всередину фаланги, спробували вбити Карла, але франкські воїни оточили свого короля стіною і знешкодили нападників. Результат битви був на той момент неясним, коли, згідно із франкськими літописами, серед арабів поширилися чутки, що до франків йде підкріплення від Бордо. Деякі араби відразу ж кинулися до свого табору, щоб захистити захоплене майно. Згідно з мусульманськими літописами, в середині другого дня (тоді як франкські джерела пишуть про лише один день битви) франкські розвідувальні загони, послані Карлом, провели рейд в арабський табір, де тримали рабів, і напали на караван із провізією. Карл відправив розвідників, щоб спричинити хаос в арабському таборі та звільнити рабів у надії, що це може відвернути увагу ворогів. Спроба була успішною, і багато арабів повернулися до свого табору. Для решти арабських вояків це виглядало відступом, що зрештою незабаром перетворилося на повну втечу. Західні та мусульманські літописці були одностайні в думці, що в той час, намагаючись зупинити відступ, Абд ар-Рахман був оточений і вбитий. Франки відновили свої формування і залишалися на місцях уночі, думаючи, що бій знову розпочнеться наступного дня.
Коли араби не відновили нападу наступного дня, франки нерішуче тупцювали на своїй позиції, боячись засідки. Карл думав, що араби намагаються спокусити його піти вниз по схилу. Лише після ретельної розвідки арабського табору, де навіть намети було поспіхом залишено, франки зрозуміли, що араби втекли до Іберії з тією здобиччю, яку змогли перевезти.

## Значення
Багато сучасних істориків дотримуються тієї точки зору, що битва при Пуатьє була однією з найкривавіших і найважливіших битв за всю історію завоювань Омеядів. Ставши розгромною поразкою Омеядів, вона прискорила їхній занепад, зупинивши поширення ісламу в Європі, утвердивши консолідацію франків та їхніх каролінзьких володарів як панівної європейської династії.

## Після битви
Карл Мартел звільнив більшу частину земель, захоплених до битви арабами протягом 736—739 років, за винятком міста Нарбони, звільненого в 759 році.